# Saint-Maurice-de-Beynost
Saint-Maurice-de-Beynost è un comune francese di 3 907 abitanti situato nel dipartimento dell'Ain della regione dell'Alvernia-Rodano-Alpi.

## Storia

### Simboli
Lo stemma è stato adottato il 3 settembre 1985. La banda rappresenta la grande strada romana che attraversava la regione della Côtière. La testa è quella del martire san Maurizio, che fu capo della Legione tebana; la spada e l'aquila romana sono simboli della legione.
La croce trifogliata, o croce di San Maurizio, era emblema della signoria di Montluel da cui Saint-Maurice-de-Beynost dipendeva nel Medio Evo. Il pesce è un riferimento al fiume Rodano.

## Voci correlate

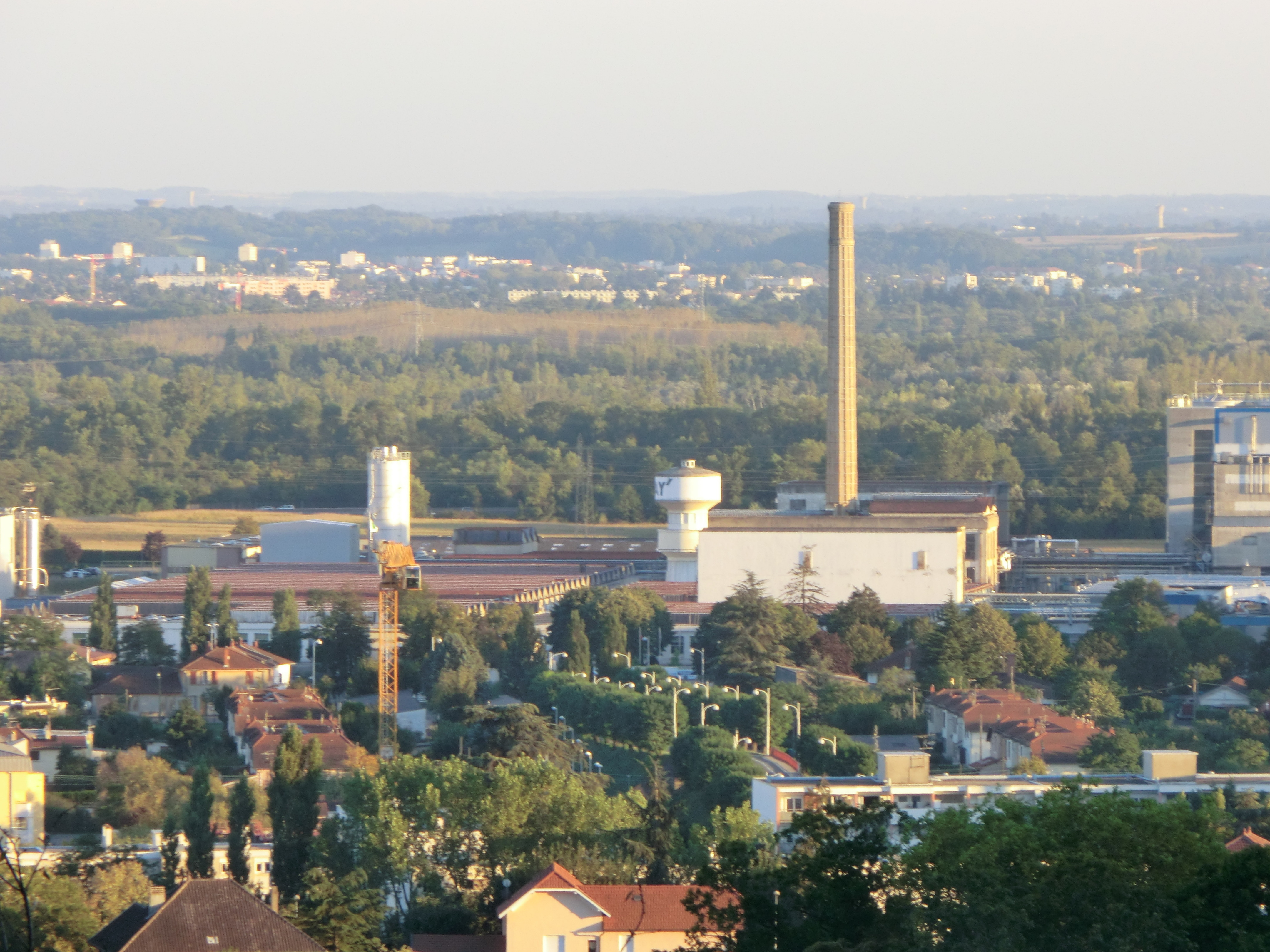
Stabilimento della Toray Industries, Inc.

## Società

### Evoluzione demografica
Abitanti censiti